# Yeonpyeongdo

Karta över Yeonpyeongdo (3) och andra öar längs Sydkoreas nordvästra kust

Yeonpyeongdo (hangul: 연평도, hanja: 延坪島; IPA: [jʌnpʰjʌŋdo]) är en grupp öar längs Sydkoreas kust mot Gula havet. Ögruppen är en socken, Yeonpyeong-myeon inom Ongjin-gun, vilket är en landskommun som tillhör storstaden Incheon på det sydkoreanska fastlandet. Den totala folkmängden uppgick år 2024 till ca 2 000 invånare.
Ögruppen ligger bara 12 km från Nordkoreas kust, och sedan 1990-talet bestrider Nordkorea att ögruppen tillhör Sydkorea. Den 23 november 2010 besköt nordkoreanskt artilleri ögrupperna. Fyra personer dog, varav 2 civila, och flera människor och hus skadades. I januari 2024 avfyrade Nordkorea omkring 200 artillerigranater utanför Yeonpyeongdo under en militärövning, och invånarna evakuerades tillfälligt.
Yeonpyeongdo är också känd för sitt krabbfiske.